# قار (جنس)

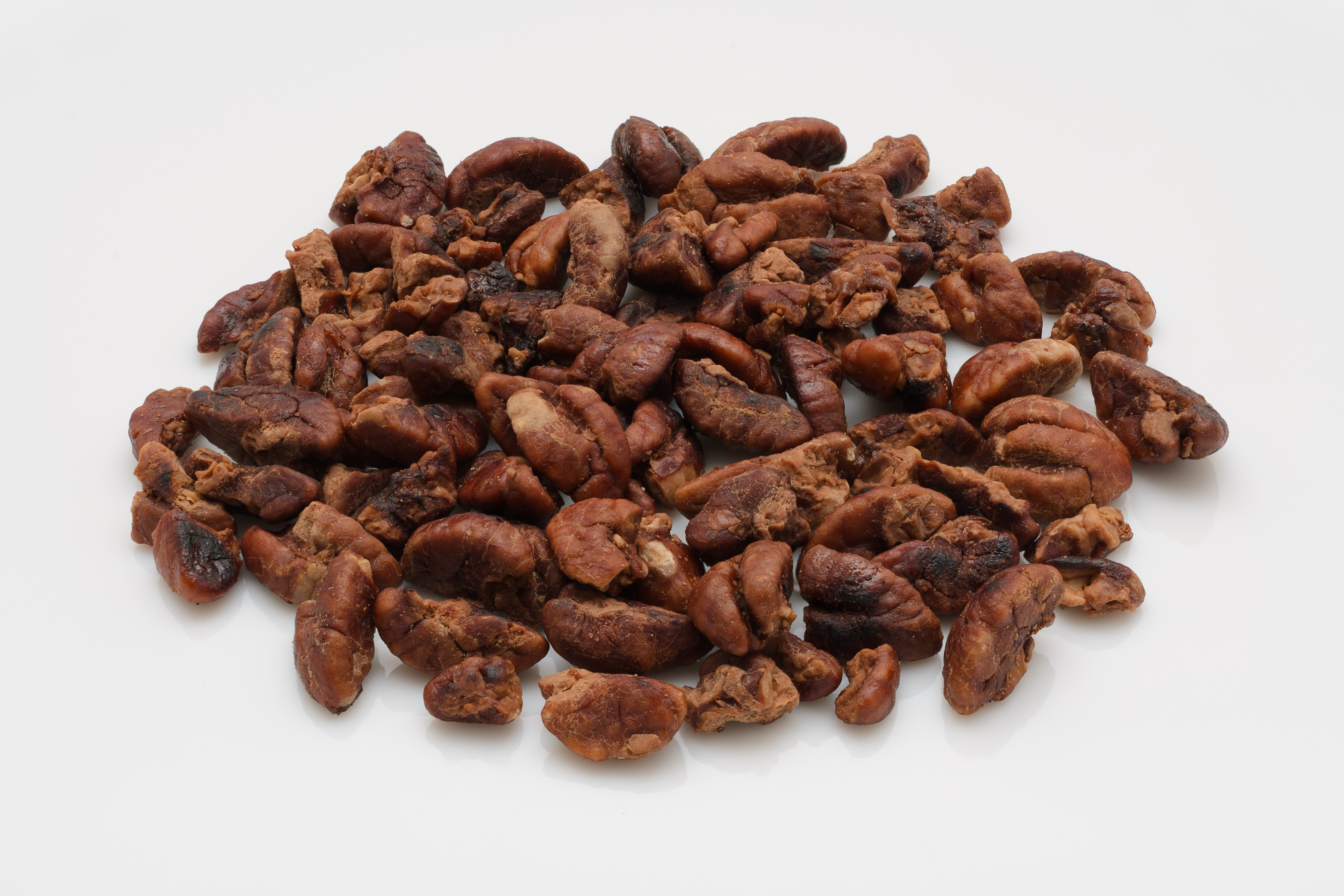
قار صينين محمص

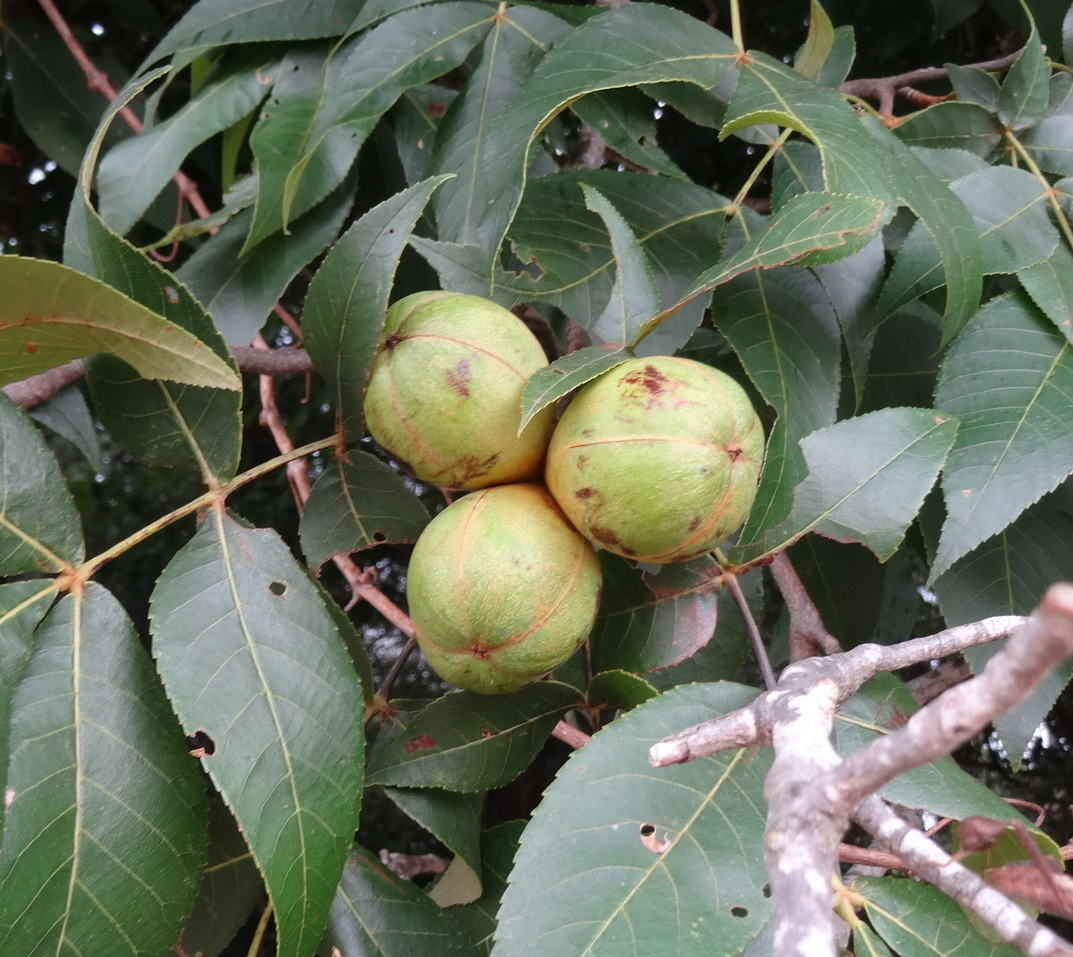
قار أسود

القار أو الكارية جنس أشجار حرجية وزراعية من الفصيلة الجوزية. أنواعه عديدة أعطانها البلاد الحارة. جميعها كبيرة القد دائحة. أوراقها مركبة عابلة. أزهارها الذكرية إبطية الارتكاز سنبلية التجميع دقيقة متدلية. أزهارها الأنثوية طرفية الارتكاز ثلاثية التجميع. ثمارها جؤوية جامدة الغلاف رباعية الفلق.